# محوطه سنجبینی
محوطه سنجبینی مربوط به سده‌های میانه دوران‌های تاریخی پس از اسلام است و در شهرستان اسفراین، بخش مرکزی، دهستان آذری، ۲ کیلومتری شمال شرق روستای سنجبینی واقع شده و این اثر در تاریخ ۲۵ آبان ۱۳۸۷ با شمارهٔ ثبت ۲۳۷۶۰ به‌عنوان یکی از آثار ملی ایران به ثبت رسیده است.